# Chronologie des faits économiques et sociaux dans les années 1320
Chronologie de l'économie
Années 1310 - Années 1320 - Années 1330

## Événements
- Vers 1320 – vers 1340 : phase de stabilité des salaires urbains nominaux en Normandie[1].
- 1322-1328 : réformes importantes en matière de finances et de justice en France sous Charles IV le Bel  qui réorganise la Chambre des comptes, le Parlement et la Chancellerie[2]. Il dispose annuellement de 40 000 kg d’équivalent argent de revenus.
- 1323-1328 : révolte des Karls en Flandre[3].
- 1323 : construction sur ordre du comte Édouard Ier de Bar d'une forge hydraulique à la confluence de l'Orne et du Conroy à Moyeuvre-Grande[4]. Elle est la plus ancienne connue de la France actuelle[5].

- 1325 : premier exemple de lettre de change[6]. Son utilisation supprime tout transfert de numéraire et résout le problème du change.
- 1328 : réforme monétaire à Venise ; la côte du ducat d'or passe de 18 à 24 gros d'argent[7].
- Vers 1328-1330 : en Inde, le sultan de Delhi Muhammad bin-Tughlûq fait frapper des jetons de cuivre pour remplacer l'or et l'argent, qui trop faciles à imiter, seront à l’origine de la ruine du trésor[8].